# Rodrigo Lima
Rodrigo Alves Lima (Vitória, 6 de fevereiro de 1973) é o vocalista e letrista da banda de hardcore melódico Dead Fish.

## Vida pessoal
Rodrigo é vegano, torcedor do Flamengo, ateu, bacharel em direito (se formou em 1999) e atualmente fabrica cerveja caseira.
Em 2020, seu nome foi utilizado para batizar uma espécie até então desconhecida de besouro nativo do Espírito Santo.

## Carreira

### Dead Fish
No início dos anos 90, em Vitória, um grupo de amigos que andavam de skate, inspirados por bandas como Bad Religion, NOFX, Fugazi, Bad Brains, 7 Seconds e Dead Kennedys decidiram montar uma banda. Rodrigo assumiu os vocais após o vocalista original Marcelo Buteri assumir somente as vezes de guitarrista por breve período e mesmo sendo inicialmente o desejo de Lima, ser o baterista. Assim, Rodrigo, tais amigos de Vitória e os outros integrantes das redondezas, Vila Velha, Cariacica passaram a compor suas próprias músicas que eram cantadas em inglês, a partir da segurança na execução de covers de suas canções prediletas da cena punk hardcore californiana. Com isso, entenderam que deveriam prosseguir com hardcore politizado e em português, sendo Rodrigo o principal letrista e condutor do discurso identitário da banda.
Em 2022, Rodrigo permanece à frente como único membro daquele período inicial, sendo Dead Fish uma das mais perenes e expressivas bandas do hardcore nacional, porém, ao contrário de outras com às quais costuma ou costumava se equiparar CPM 22, Fresno, NX Zero e etc, com praticamente, nenhuma veiculação em programação rotineira de rádios ou programas de videoclipes.
"A primeira década acho que é a gang. A segunda é a estrada, a doideira, a loucura, o aprendizado de jovens caipiras do leste e do sudeste brasileiro entendendo o mundo e o Brasil dentro de uma van. E a terceira é, eu odeio a palavra maturidade, mas seria quase isso. Talvez estabilidade". É como ele resume sua trajetória e na realidade a da banda que ajudou a moldar e o moldou, na pergunta realizada em março de 2022, sobre como resumiria as últimas 3 décadas de existência de Dead Fish, considerando que a quarta iniciada em 2021, apenas recomeça.

### Colaborações
Em 2021, participou do single “A Cara do Brasil” da banda Autoramas.
Em 2023, participou do álbum Aurora da banda de pop punk e punk rock Minerva, na música “Gorjetas”.
No final de 2023, monta o projeto musical Heavy Metals Band com Dirk Verbeuren (baterista do Megadeth), Juninho Sangiorgio (baixista do Ratos de Porão), e Iara Bertolaccini (ex-guitarrista da Blastfemme), em defesa da vida marinha e conscientização sobre a contaminação de peixes por metais pesados nos oceanos.
Em 2024, participou do EP Aurora da banda punk rock Ack, na faixa “Som e Fúria Sob o Sol”.

## Discografia

### Álbuns de estúdio
- Sirva-se (1998)
- Sonho Médio (1999)
- Afasia (2001)
- Zero e Um (2004)
- Um Homem Só (2006)
- Contra Todos (2009)
- Vitória (2015)
- Ponto Cego (2019)

### Álbuns ao vivo
- Ao Vivo (2003)
- MTV Apresenta Dead Fish (2004)
- Dead Fish 20 Anos Ao Vivo no Circo Voador (2012)
- Dead Fish XXV - Ao vivo em São Paulo (2016)

### EPs
- EP 2002 (2002)

### Compilações
- Metrofire (Sob o nome de Projeto Peixe Morto)(A banda, não considera este disco como parte da discografia oficial).  (2001)
- Faces do Terceiro Mundo (split) (2002)
- Demo-Tapes (2006)

### DVD
- MTV Apresenta Dead Fish (2004) [DVD]
- Dead Fish 20 Anos Ao Vivo no Circo Voador (2012) [DVD]
- Dead Fish XXV - Ao vivo em São Paulo (2016)

## Participações especiais
- 2013 - Forfun Ao Vivo No Circo Voador do grupo carioca Forfun, participação na faixa "Dia do Alívio".
- 2015 - Resenha de disco da banda Undertow de Vitória/ES
- 2019 - Single "Lágrimas na Chuva" do rapper Yannick Hara [14]
- 2019 - 4a. edição do Viradão Vitória com Dead Fish[15]
- 2021 - Autointitulado - do grupo Autoramas, na faixa “A Cara do Brasil”.
- 2022 - Jardineiros - do grupo Planet Hemp compôs a faixa "Fim do Fim".